# 新井梓
新井 梓（あらい あずさ、1995年9月6日 - ）は、日本のAV女優。プロダクションCLAP所属。神奈川県出身。

## 略歴・人物
2016年2月、プレステージ専属女優としてAVデビュー。
趣味・特技はスキューバダイビング。

## 出演作品

### アダルトDVD
2016年
- 新人 プレステージ専属デビュー（2月10日、プレステージ）
- 新井梓の、いっぱいコスって萌えてイこう!（3月11日、プレステージ）
- 絶頂ランジェリーナ 15（4月9日、プレステージ）
- 新・絶対的美少女、お貸しします。 ACT.58（5月20日、プレステージ）
- 風俗タワー 性感フルコース 3時間SPECIAL（6月21日、プレステージ）
- 48時間耐久連続巨根アクメ 7（7月22日、プレステージ）
- M覚醒・恥辱強制セックス調教 プライドの高いスタイル抜群の女子大生は、群がるオトコたちの欲望の洗礼を受け、弄られ、汚され、壊されてゆく…。（8月13日、オーロラプロジェクト・アネックス）
- 有名AVスカウトマンがプライベートで完全騙し撮り! 素人巨乳モデルがイキ狂うハメ管理映像!!（9月1日、Fitch）※「あずさ」名義
- 「常に性交」ビキニマッサージ 4 Fカップ以上の巨乳エステティシャンによる極上オイルマッサージ 本格ヨーロッパ風マッサージ編（9月8日、SODクリエイト）他出演:森はるら、逢沢るる、福咲れん
- 過激すぎるド素人娘 4時間スペシャル 35（9月9日、S級素人）他出演:望月さくら、荒川由紀、樹カンナ、玉木くるみ
- JSC 〜JK SWIMMINGWEAR COLLECTION〜 アナタはどの水着まで着れる? vol.01（9月9日、DOC）※「ゆき」名義　他出演:ももか、あゆみ、のぞみ、かおり、りこ、なおみ、さやか、まゆみ
- 海の駐車場で生着替えする美巨乳女を偶然目撃してしまった僕は… 3（9月23日、DOC）他出演:玉木くるみ、国見みすず
- 女監督 伊達彩華が自ら裸になって勝手にレズ隠し撮り! そのまま無断でAV発売! Vol.8（10月1日、ヴィ）※「優樹菜」名義　他出演:れな
- 質屋娘 Vol.4 お金に困った女の子をAV好きの質屋が口説いてSODに連れてきた!（10月6日、SODクリエイト）※「あずさ」名義　他出演:るな
- 弾丸美巨乳フェティシズム 2（10月14日、BAZOOKA）他出演:星空キラリ、三原ほのか、伊東真緒
- マジックミラー号 「童貞くんのオナニーのお手伝いしてくれませんか…」 海水浴場で声を掛けた心優しい水着美女が童貞くんを赤面筆おろし! 7 2枚組8時間スペシャル!!（10月20日、SODクリエイト）※「ゆな」名義　他出演:りか、なつき、あきは、あいり、ゆずき、まみ、みさ
- 頑なにAV出演を拒んでいた行きつけのマッサージ店の巨乳のAちゃんを口説いて撮影に成功。そして勝手に発売!!（10月28日、S級素人）※「Aちゃん」名義
- 学生時代からの知人の旦那を誘惑し、射精しても逆寝取り中出しセックスを続ける巨乳美女（10月28日、DOC）他出演:河井美香、初音ろりあ
- 合コンでお持ち帰りした女子を隠し撮り。許可無しAV発売。 【其の弐壱】（11月1日、変態紳士倶楽部）他出演:河井美香
- 唾液がねっとり絡みつく濃密吸引フェラチオサロン（11月7日、Fitch）
- 彼女の姉貴は迷惑ドマゾお姉さん。（11月13日、MARX）
- 素人娘開脚オマ●コぱっくりオナニー21人スペシャル（11月25日、S級素人）他出演:長谷川夏樹、伊東真緒、花咲いあん、吉澤友貴、川角ひかる、藤本紫媛、MIRANO、水谷心音、幸田ユマ ほか
- パリピーギャルナンパ! テキーラパーティーでエロい事しちゃいました!（11月25日、DOC）※「あすざ」名義　共演:みすず　他出演:りな、さき、リナ、ありさ、みさき、めいな、るな
- 目の前に止まった車の助手席にいる、すまし顔した女の胸があまりにも大きくて… 8（11月25日、DOC）他出演:三島奈津子、霧生ゆきな
- おっぱいの綺麗な人は、エッチな人が多いって本当ですか?（12月8日、S-Cute）他出演:倉多まお、浅田結梨、佐野あおい、江上しほ、坂井亜美
- 生中出し若妻ナンパ! 23（12月9日、S級素人）他出演:波木はるか、水谷心音、市原みう、桃井りの

2017年
- こんな美少女に、こんなことしたら背徳感がいっぱい。（1月1日、S-Cute）他出演:小谷みのり、絢森いちか、坂井亜美、南希海、篠崎みお
- マジックミラー号 渋谷でコスプレを楽しむハロウィン女子厳選15名大収穫祭! エビ反りになるほど絶頂イキまくる! 全員SEX 2枚組8時間スペシャル!!（1月6日、SODクリエイト）※「すず」名義　他出演:のあ、りさ、あき、さとみ、ちなつ、りな、ありさ、ありさ、しおり、れな、はな、えみり、ゆき ほか
- 一般男女モニタリングAV マジックミラーの向こうには仲良しな弟(=友達)! 巨乳女子大生が弟の友達と2人っきりの密室で1発10万円の連続中出しSEXに挑戦! ずっと憧れていた友達のお姉ちゃんの大きなおっぱいに触れ勃ちっぱなしのギンギンチ○ポ! 弟の目の前でいけないと思いつつも火照ってしまった発情マ○コ! 人生初の中出しは1発だけじゃ終わらせない!! 4組合計14発（1月7日、ディープス）※「あんな」名義　他出演:うみか、ちひろ、のどか
- 募集ちゃんTV×PRESTIGE PREMIUM 24（1月20日、プレステージ）他出演:小宮ののか、杉原麻美、大槻ひびき
- W INFERNO ダブルインフェルノ 01（1月27日、MAD）共演:小出亜衣子
- 恥じらいも理性も飛んじゃうくらいの愛情SEX(3月1日、S-Cute)他出演:尾上若葉、玉城マイ、佐野あおい、川崎亜里沙、清本玲奈